# Municipio de Pendleton (Illinois)
El municipio de Pendleton (en inglés: Pendleton Township) es un municipio ubicado en el condado de Jefferson en el estado estadounidense de Illinois. En el año 2010 tenía una población de 1206 habitantes y una densidad poblacional de 13,03 personas por km².

## Geografía
El municipio de Pendleton se encuentra ubicado en las coordenadas 38°15′10″N 88°45′13″O / 38.25278, -88.75361. Según la Oficina del Censo de los Estados Unidos, el municipio tiene una superficie total de 92.53 km², de la cual 92,02 km² corresponden a tierra firme y (0,55 %) 0,51 km² es agua.

## Demografía
Según el censo de 2010, había 1206 personas residiendo en el municipio de Pendleton. La densidad de población era de 13,03 hab./km². De los 1206 habitantes, el municipio de Pendleton estaba compuesto por el 97,26 % blancos, el 0,17 % eran afroamericanos, el 0,5 % eran amerindios, el 0,25 % eran asiáticos, el 0,08 % eran de otras razas y el 1,74 % eran de una mezcla de razas. Del total de la población el 1,24 % eran hispanos o latinos de cualquier raza.